# Armando Sadiku
Armando Durim Sadiku (Cërrik, 27 de mayo de 1991) es un futbolista albanés que juega como delantero en la A. C. Bellinzona de la Challenge League.

## Trayectoria
Sadiku nació en 1991 en Cërrik, condado de Elbasan (Albania) y pasó allí toda su infancia. En 2008 debutó en el KF Turbina Cërrik de Segunda División, marcando 10 goles como delantero centro, y al año siguiente pasó al KS Gramozi Ersekë, recién ascendido a la máxima categoría. En la temporada 2010-11 recaló en el KS Elbasani, con 5 goles en 14 encuentros.
El 13 de marzo de 2011 fue contratado por el F. C. Locarno de la Segunda División de Suiza, con el que llegó a debutar en el mismo día de la firma. En el resto de la campaña 2010/11 anotó 9 goles en 12 partidos, y en 2011-12 asumió la titularidad con uno de sus mejores registros: 19 tantos en 27 encuentros, por los que fue máximo goleador de la temporada. A comienzos del curso 2012-13 se marchó al A. C. Lugano, en el que repetiría su acierto goleador: 20 tantos en 33 juegos.
Sus actuaciones llamaron la atención del F. C. Zürich de la Superliga de Suiza, que le contrató en enero de 2014. No obstante, nunca llegó a cuajar en esa entidad. Por decisión propia, el albanés solicitó una cesión en 2015-16 al F. C. Vaduz para gozar de minutos de cara a la Eurocopa 2016. Tras una breve estadía en el Legia de Varsovia polaco, donde disputó un total de 17 partidos y marcó solamente dos goles, fue fichado el 31 de enero de 2018 por el Levante U. D. de España, firmando hasta 2020. En enero de 2019 fue cedido al F. C. Lugano y en septiembre al Málaga C. F. En la Costa del Sol volvió a estar a un buen nivel. Debutó el 7 de septiembre de 2019, contra la U. D. Almería, saliendo de titular, en un partido en que el conjunto malagueño perdió 0-1. Su primer gol llegó a la jornada siguiente, contra el Albacete Balompié, en el minuto 53, que suponía la ventaja momentánea, aunque posteriormente el conjunto manchego consiguió igualar el marcador. También debutó en Copa del Rey, jugando contra la UM Escobedo, en la que el conjunto andaluz fue eliminado al perder 2-0. Al final de la campana sumó 13 goles y una asistencia en 36 partidos en Segunda División, siendo una parte clave para la permanencia en esta del Málaga. Así finalizó su estancia en Martiricos, en la que se extendió su cesión debido a la situación global causada por la COVID-19. Una vez regresó al Levante, rescindió su contrato con la entidad valenciana.
El 5 de septiembre de 2020 firmó por el BB Erzurumspor que competía en la Superliga de Turquía. Abandonó el club en enero de 2021 para marcharse a Bolivia y jugar en Club Bolívar.
En julio de 2021 rescindió su contrato con Club Bolívar para fichar por la Unión Deportiva Las Palmas. Anotó seis goles en los 26 partidos que disputó, y el 17 de julio de 2022 firmó por el Fútbol Club Cartagena por un año con opción a otro en función de determinados objetivos.
De cara a la temporada 2023-24 fichó por el Mohun Bagan Super Giant de la Superliga de India. La siguiente siguió jugando en la misma competición con el F. C. Goa. Después de estos dos años en Asia, en julio de 2025 volvió a Suiza para jugar en la A. C. Bellinzona.

## Selección nacional
Es internacional por la selección de Albania. Ha formado parte de las categorías inferiores albanesas desde la sub-19, y el 29 de febrero de 2012 llegó su debut internacional frente a Georgia, a las órdenes del seleccionador Gianni De Biasi.
El delantero fue convocado por Albania para la Eurocopa 2016, después de haber disputado toda la fase de clasificación. En el primer gran evento internacional en la historia de su seleccionado, Sadiku marcó el único gol albanés del torneo: un remate de cabeza con el que Albania venció a Rumanía por 1:0 en la tercera jornada. No obstante, las «águilas negras» no superaron la fase de grupos.

## Clubes
| Club                    | País          | Año       |
| ----------------------- | ------------- | --------- |
| KF Turbina Cërrik       | Albania       | 2008-2009 |
| KS Gramozi Ersekë       | Albania       | 2009-2010 |
| KF Elbasani             | Albania       | 2010-2011 |
| F. C. Locarno           | Suiza         | 2011-2012 |
| A. C. Lugano            | Suiza         | 2012-2013 |
| F. C. Zürich            | Suiza         | 2014-2017 |
| F. C. Vaduz (cesión)    | Liechtenstein | 2016      |
| F. C. Lugano (cesión)   | Suiza         | 2017      |
| Legia de Varsovia       | Polonia       | 2017-2018 |
| Levante U. D.           | España        | 2018-2020 |
| F. C. Lugano (cesión)   | Suiza         | 2019      |
| Málaga C. F. (cesión)   | España        | 2019-2020 |
| BB Erzurumspor          | Turquía       | 2020-2021 |
| Club Bolívar            | Bolivia       | 2021      |
| U. D. Las Palmas        | España        | 2021-2022 |
| F. C. Cartagena         | España        | 2022-2023 |
| Mohun Bagan Super Giant | India         | 2023-2024 |
| F. C. Goa               | India         | 2024-2025 |
| A. C. Bellinzona        | Suiza         | 2025-     |